# Ramiseto
Ramiseto – miejscowość i gmina we Włoszech, w regionie Emilia-Romania, w prowincji Reggio Emilia.
Według danych na rok 2004 gminę zamieszkiwały 1452 osoby, 14,8 os./km².